# Yves Hemedinger
Yves Hemedinger, né le 23 octobre 1965 à Colmar, est un homme politique français. 
Il est député Les Républicains du Haut-Rhin de 2020 à 2022.

## Biographie
Yves Hemedinger naît le 23 octobre 1965 à Colmar. Il est marié depuis 1993 et a deux enfants.
Il commence la politique comme militant du Rassemblement pour la République (RPR) à ses seize ans.

## Formation et carrière professionnelle
Yves Hemedinger poursuit ses études secondaires au collège Victor-Hugo de Colmar puis au lycée Bartholdi de Colmar.
En 1990, il obtient une maîtrise en droit des affaires de l'université Robert-Schuman de Strasbourg.
De 1993 à 2012, il travaille comme salarié dans l'industrie de papier.

## Parcours politique

### Conseiller municipal et premier adjoint au Maire de Colmar
Yves Hemedinger entre en 1995 au conseil municipal de Colmar, dont il est le benjamin.
Conseiller municipal de 1995 à 2001, il est troisième adjoint au maire de 2001 à 2008.
De 2008 à 2020, il est Premier adjoint au maire Gilbert Meyer, chargé des questions de projets urbains, d'urbanisme, de communication et sécurité et porte-parole de la municipalité avec la presse en 2020. Il est également président du Scot Colmar Rhin Vosges.
Il hésite à se porter candidat à la mairie pour les élections municipales de 2020, mais finit par se rallier au maire sortant Meyer qui avait annoncé en 2014 qu'il effectuerait un dernier mandat.

### Conseiller régional d'Alsace
Yves Hemedinger est conseiller régional d'Alsace entre 2010 et 2015, en charge de l'artisanat aux côtés de Bernard Stalter.
Il quitte le conseil régional en 2015, juste avant la création de la région Grand-Est pour être élu au conseil départemental du Haut-Rhin.

### Conseiller départemental et conseiller d'Alsace
Depuis 2015, Yves Hemedinger est conseiller départemental du Haut-Rhin, puis devient conseiller d'Alsace à la suite de la création de la collectivité européenne d'Alsace. Il est élu dans le canton de Colmar-1.
Il est délégué à la reconversion du territoire après la fermeture de la centrale nucléaire de Fessenheim et représentant de la Collectivité européenne d'Alsace auprès de l'association France Hydrogène.
Il est à l'origine de l'organisation de la première édition du « Sommet H2 Sud Rhin Sup », qui réunit les acteurs de l'hydrogène dans le Sud du Rhin supérieur le 8 novembre 2021 à Biesheim,,. Cet évènement réuni des acteurs de l'hydrogène, des institutions et des élus allemands et français afin de présenter les projets locaux d'utilisation, de transport et de production d'hydrogène,.

### Député du Haut-Rhin
Yves Hemedinger est élu député dans la première circonscription du Haut-Rhin lors d'une élection législative partielle le 27 septembre 2020, avec 63,67 % des suffrages. Sa suppléante est Christelle Lehry, conseillère régionale et adjointe au maire de Muntzenheim.
Il rejoint le groupe Les Républicains et est désigné pour intégrer la délégation française à l'Assemblée parlementaire du Conseil de l'Europe.
Il se spécialise dans les questions économiques et le soutien aux entreprises et intègre la commission des Affaires économiques de l'Assemblée nationale.
Il fait partie de la commission spéciale chargée d'examiner le projet de loi confortant le respect des principes de la République.
Candidat à sa réélection lors des élections législatives de juin 2022 avec le soutien des groupes Les Républicains, UDI et Nouveau centre ainsi que de l'association Mouvement pour l'Alsace, il est battu, obtenant seulement 49,79 % des voix au second tour et cède son siège à Brigitte Klinkert (Renaissance).